# 거제 구영등성
거제 구영등성(巨濟 舊永登城)은 대한민국 경상남도 거제시 장목면 구영리에 있는 평면 원추형태로 쌓은 성곽이다. 1998년 11월 13일 경상남도의 기념물 제205호 구영등성으로 지정되었다가, 2018년 12월 20일 현재의 명칭으로 변경되었다.

## 현지 안내문
경상남도 거제시 장목면 해안에 있는 구영마을 남쪽 야산 기슭에 평면 원추형태로 쌓은 성이며, 성벽의 안팎에는 경작지와 민가가 자리잡고 있다. 거제도의 가장 북쪽으로 진해, 웅천 등 육지와 가장 인접하며 주변에 영등왜성, 구율포성 등 성곽 유적이 많이 분포하고 있다.
지금 성벽은 대부분 훼손되고 기단부만 남아 있는 상태지만 구조와 쌓은 수법은 어느 정도 확인이 가능하다. 남북 양쪽에 반원형으로 된 옹성(성문을 보호하기 위하여 성문 밖으로 쌓은 작은 성)을 쌓았는데 그 출입문이 한쪽 옆에 있다. 성의 바깥벽은 큰 돌로 쌓고 안쪽 벽은 돌을 지면에 겹쳐 쌓은 뒤 크고 작은 돌을 차곡차곡 쌓았다.
성을 쌓은 시기는 성종 21년(1490)이며 중종, 선조 때에는 잦은 왜구의 침입을 받아 크게 훼손을 당하기도 하였다. 그 뒤 인조 1년(1623)에 지금의 영등으로 진영을 이동하고 이곳은 구영등으로 남게 되었다. 문헌에 성 둘레는 1,068척이라고 기록하고 있다.

### 안내판
거제 구영등성은 조선시대 전기에 왜적의 침입을 막기 위해 설치한 영등포진이 주둔하던 성이다.
이 곳은 대한해협을 건너 진해만으로 들어오는 입구로 왜적의 침입을 지속적으로 받았다. 세종은 즉위하자마자 다른 곳에 있던 진을 이 곳으로 옮겨 나무 울타리를 세워 방비하였다. 성종 21년(1490)에는 울타리 대신 성을 쌓아서 방위를 더욱 강화하였다. 그 뒤 영등포진이 인조 즉위년(1623)에 견내량*으로 옮겨가면서 ‘옛 영등성’이란 의미의 구영등성으로 불렀다.
 성은 구영마을 남쪽 야산 기슭의 평지에 자리하여 오각형의 모습으로 축조하였다. 북쪽에 바다가 있고 남쪽에 산이 있었기 때문에, 북문이 성의 정문 역할을 하였다. 성은 큰 돌을 사용해서 쌓았으나 현재 성벽은 대부분 훼손되고 기단만 남아 있는 곳이 많다. 성의 외벽은 자연석으로 쌓고, 내벽은 돌로 막 쌓은 후 내벽과 외벽 사이를 크고 작은 돌로 채웠다. 이와 같은 성의 축성 방식은 조선 전기의 읍성을 만들 때와 같은 방식으로, 당시 축조기법에 대한 중요한 연구 자료로 평가 받고 있다.
- 견내량 : 거제시 사등면 덕호리와 통영시 용남면 장평리 사이의 좁은 해협

## 참고 자료
- 거제 구영등성 - 국가유산청 국가유산포털